# Rhopalophorella fasciata
Rhopalophorella fasciata là một loài bọ cánh cứng trong họ Cerambycidae.